# Iveco Domino
Vous pouvez aider à l'améliorer ou bien discuter des problèmes sur sa page de discussion.
- Il ne cite pas suffisamment ses sources. Vous pouvez indiquer les passages à sourcer avec {{référence nécessaire}} ou {{Référence souhaitée}}, et inclure les références utiles en les liant aux notes de bas de page. (Marqué depuis mars 2024)
- Son contenu est rédigé entièrement ou presque à partir d'une seule source. N'hésitez pas à modifier cet article pour améliorer sa vérifiabilité en apportant de nouvelles références dans des notes de bas de page. (Marqué depuis mars 2024)
- Certaines informations devraient être mieux reliées aux sources mentionnées dans la bibliographie ou les liens externes. Améliorez sa vérifiabilité en les associant par des références. (Marqué depuis mars 2024)
- Il ne s’appuie pas, ou pas assez, sur des sources secondaires ou tertiaires. (Marqué depuis mars 2024)

- Archive Wikiwix
- Bing
- Cairn
- DuckDuckGo
- E. Universalis
- Gallica
- Google
- G. Books
- G. News
- G. Scholar
- Persée
- Qwant
- (zh) Baidu
- (ru) Yandex
- (wd) trouver des œuvres sur Wikidata

L'Iveco Domino est un autocar de grand tourisme produit par le constructeur italien Iveco, filiale du groupe Fiat Industrial. Le modèle Domino a connu plusieurs évolutions depuis son lancement en 1987.
Il est fabriqué en Italie dans les ateliers de la société Industrie Minerva SpA, filiale de la Carrozzeria Orlandi de Modène, sur la base des châssis :
- Iveco 370 à partir de 1987, l'autocar est nommé « Iveco 370S by Orlandi » ;
- Iveco 370 à partir de 1988, l'autocar est nommé « Iveco Orlandi Domino GT/GTS » ;
- Iveco 391 en 1994, l'autocar est nommé « Iveco Domino 94 » ;
- Iveco 397 en 1998, l'autocar est nommé « Iveco Domino 2001 », puis, à partir de 2002, « Irisbus Domino 2001 » ;
- Iveco 397E de 2007 à 2011, l'autocar est nommé « Irisbus New Domino ».

## Historique

### IVECO Domino GT/GTS (1988-94)

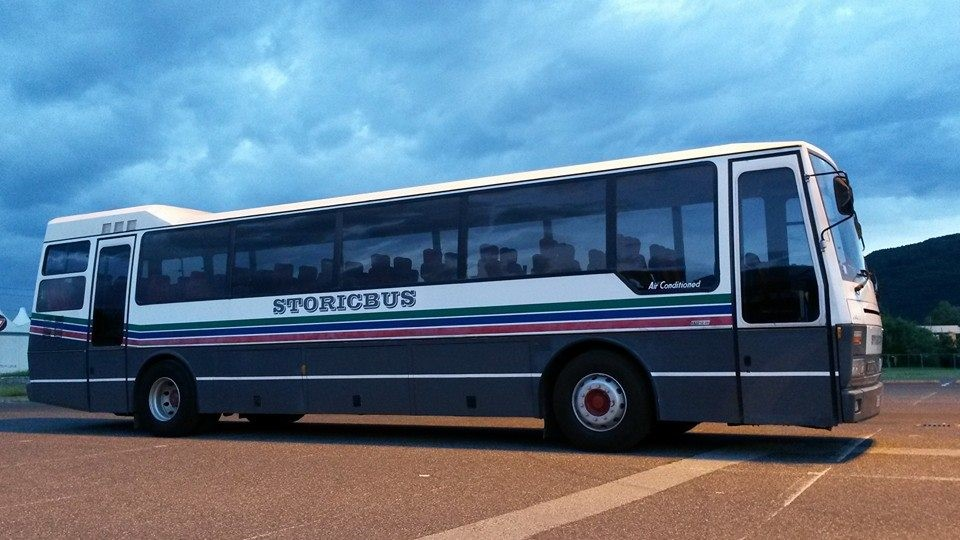
Un autocar IVECO-Orlandi 370 Poker (1978-88).

La première version du Domino, lancée en 1988, repose sur le châssis du Fiat 370S.12.30, avec une carrosserie réalisée par la Carrozzeria Orlandi. Il était baptisé « Domino GT/GTS », selon le niveau de finition choisi. C'est la version haut et très haut de gamme du Fiat 370S. Une autre version haut de gamme du Fiat 370 était déjà fabriquée par Orlandi, le Fiat 370 Orlandi Poker, depuis 1978.
La première version de l'IVECO Domino GT/GTS Orlandi reprend toute la chaîne cinématique du Fiat 370S avec le moteur six cylindres en ligne aspiré Fiat 8210.22B de 13 798 cm3 de cylindrée développant 304 ch DIN. D'une longueur standard de 12 mètres, il accueille 53 passagers plus un guide et le conducteur.

### IVECO Domino 94 (1994-98)
En 1994, le modèle bénéficie de quelques retouches esthétiques extérieures et intérieures avec une finition plus luxueuse. Il est alors renommé « Domino 94 ». Il est disponible en deux hauteurs, HD et HDH, dont le HDH positionne le poste de conduite très bas avec les premiers sièges des passagers avançant au dessus du conducteur. Il est doté d'un moteur Iveco 8460.41S de 9 500 cm3 développant 276 kW (352 ch).

### IVECO Domino 2001 (1998-2007)

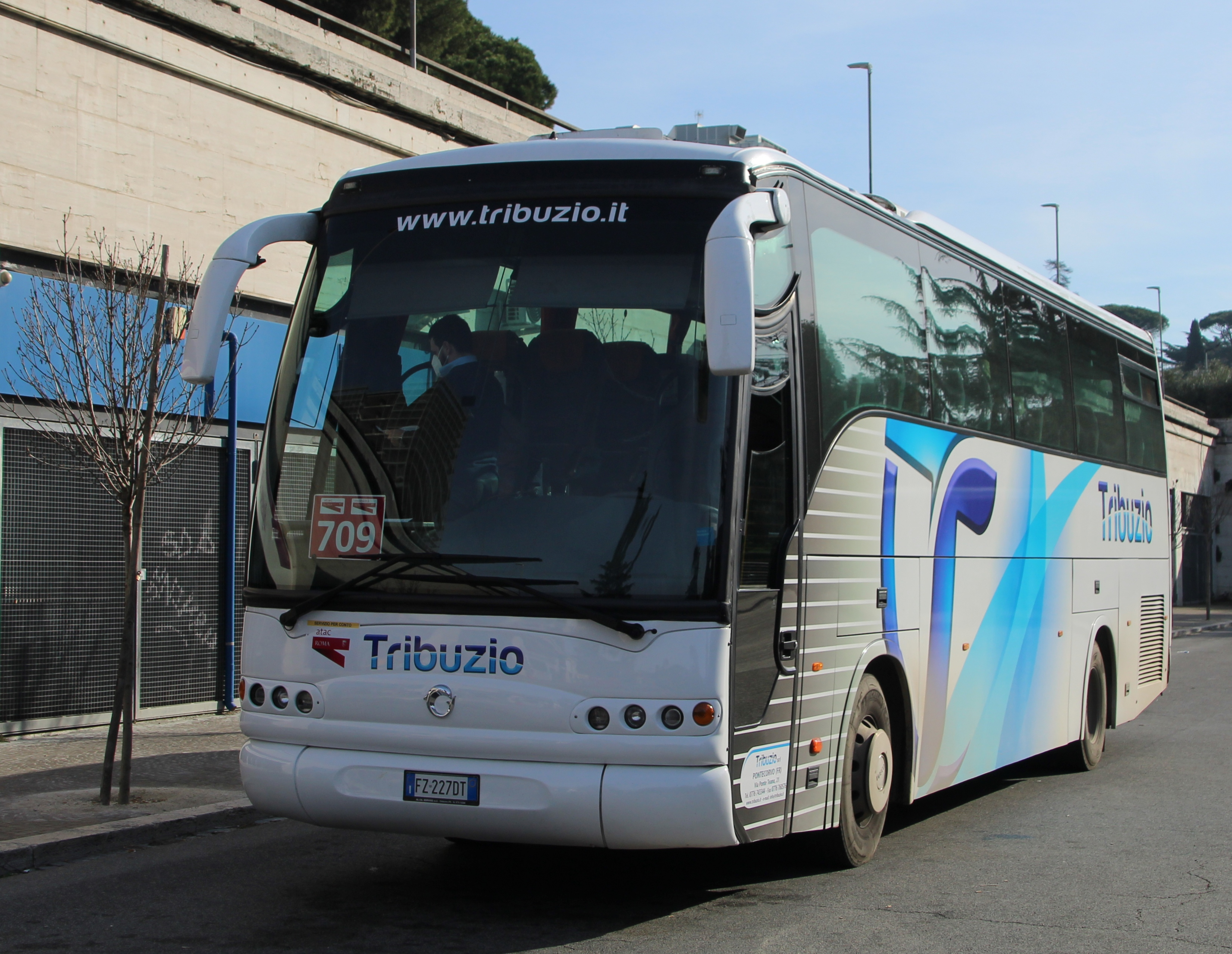
Irisbus Domino 2001.

L'IVECO Domino 94 by Orlandi est remplacé par le Domino 2001 en 1998. C'est un tout nouveau modèle qui repose sur le dernier né des châssis Iveco pour autocars, le type 397. La Carrozzeria Orlandi, qui vient d'être intégré dans la division autobus d'Iveco, verra son nom disparaître des références extérieures sur ses productions.
La première version qui est lancée apparaît en 1998 et est baptisée « IVECO Domino 2001 ». Le véhicule conserve les cotes extérieures, largeur et longueur du précédent modèles (maximales autorisées) mais sa hauteur est portée à 3 650 millimètres pour les versions HD Classic et Special, et à 3 850 millimètres pour la version HDH. Les motorisations de la version Domino 94 sont conservées et conformes à la norme Euro 3 pour les versions HD, tandis que la version HDH adopte le moteur IVECO 8460.41N développant 375 ch DIN. Les trois modèles conservent une boîte de vitesses manuelle.
À partir de 2001, après la création d'Irisbus résultant de fusion entre les divisions autobus d'IVECO Europe et de Renault-RVI, l'IVECO Domino 2001 est renommé Irisbus Domino 2001. La gamme sera remplacée en juin 2007 par le New Domino.
Cette nouvelle série, comme les précédentes, est disponible en deux hauteurs, HD et HDH. Irisbus a choisi un groupe motopropulseur éprouvé, le FPT-Iveco Cursor 10, un moteur moderne conforme aux normes environnementales les plus exigeantes (Euro 5 ou EEV). Il est disponible avec deux puissances : 380 et 450 ch.